# Cumbre de Paz para Ucrania de junio de 2024

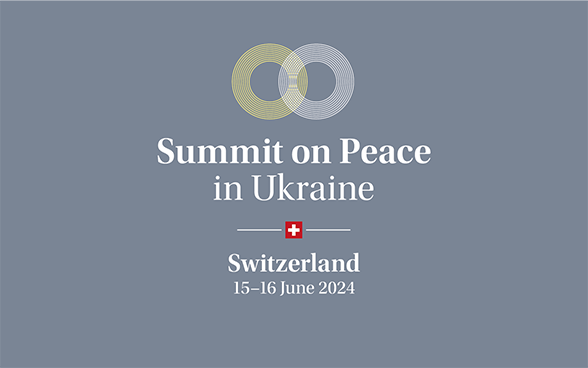
Logotipo de la Cumbre sobre la Paz en Ucrania

La Cumbre sobre la paz en Ucrania (en inglés: Summit on Peace in Ukraine) fue una cumbre internacional relacionada con la guerra ruso-ucraniana, que tuvo lugar cerca de Bürgenstock en Suiza los días 15 y 16 de junio de 2024. La conferencia, promovida por el gobierno de Ucrania, siguió a una serie de cuatro reuniones internacionales anteriores, y fue acogida por la presidenta suiza Viola Amherd.
En la cumbre se discutieron asuntos relacionados con seguridad nuclear, seguridad alimentaria y cuestiones humanitarias. La cumbre, realizada inmediatamente después de la cumbre del G7 en Fasano, Italia, contó con la asistencia de representantes de 92 naciones y 8 organizaciones internacionales. Rusia no fue invitada y otros países como China y Colombia declinaron participar.

## Objetivos

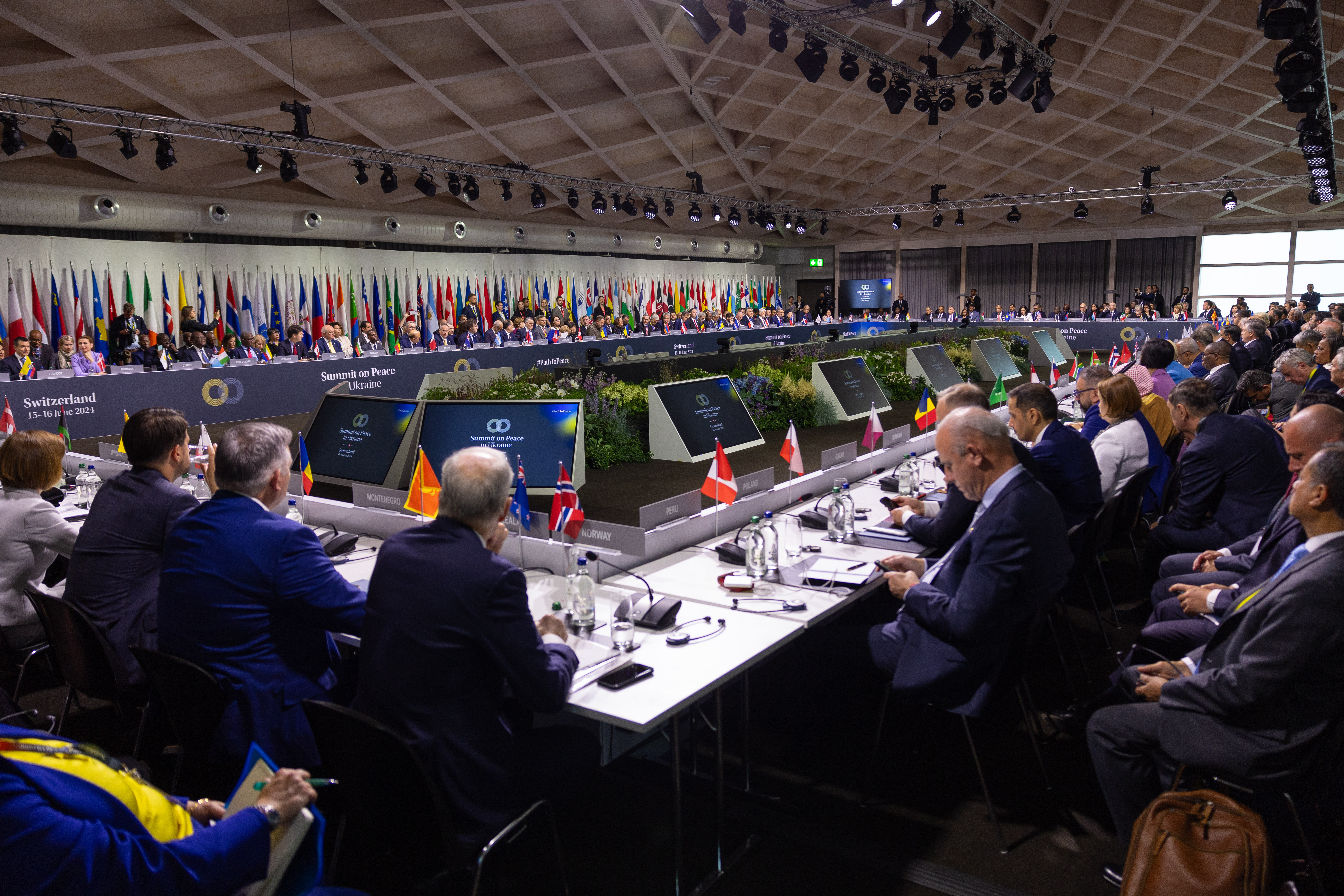
Sesión de trabajo en la cumbre

La conferencia tenía como objetivo llevar a cabo un debate de alto nivel sobre una "paz integral, justa y duradera para Ucrania" en el contexto del derecho internacional y la Carta de las Naciones Unidas, y motivar un proceso de paz. La discusión tiene como objetivo incluir "aprovechar" discusiones anteriores sobre la propuesta de paz de 10 puntos de Ucrania y "otras propuestas de paz basadas en la Carta de las Naciones Unidas y principios clave del derecho internacional", y desarrollar conjuntamente un plan sobre cómo incluir tanto a Ucrania como a Rusia en un proceso de paz posterior. El Departamento Federal de Asuntos Exteriores afirmó que todos los estados participantes "deberían poder contribuir con sus ideas y visiones" sobre cómo lograr la paz.
El 6 de junio de 2024, el Departamento Federal de Asuntos Exteriores consideró qué tres temas específicos eran de gran interés para los estados participantes y probablemente serían el foco de la cumbre:
- Seguridad nuclear
- Libertad de navegación y seguridad alimentaria
- Aspectos humanitarios, incluida la protección de civiles y el intercambio de prisioneros

El Departamento Federal de Asuntos Exteriores argumentó que se podrían tomar "pequeños pasos concretos" en los tres temas para generar confianza.

## Participantes

Países participantes en la cumbre
Firmaron el comunicado conjunto
No firmaron el comunicado conjunto

Para el 24 de mayo de 2024, se habían invitado a la conferencia representantes de 160 países y organizaciones internacionales. La posible participación de China fue vista como una cuestión clave. Un portavoz del Departamento Federal de Asuntos Exteriores afirmó que "escuchar al Sur Global, que desempeñaría un papel clave en la eventual inclusión de Rusia en el proceso" era significativo. El Departamento Federal de Asuntos Exteriores informó que 90 países y organizaciones se habían registrado para participar en la cumbre al 10 de junio de 2024.
El 9 de abril de 2024, China estaba "examinando la posibilidad de participar". El 26 de mayo, Zelenskyy llamó al líder supremo chino Xi Jinping y al presidente estadounidense Joe Biden a participar en la cumbre. El 3 de junio, se confirmó la participación de la vicepresidenta estadounidense Kamala Harris y el asesor de seguridad nacional estadounidense Jake Sullivan. Se esperaba que Biden estuviera ausente debido a un evento en su campaña de reelección.
Al final, asistieron 92 países: Albania, Alemania, Andorra, Arabia Saudita, Argentina, Armenia, Australia, Austria, Baréin, Bélgica, Benín, Bosnia y Herzegovina, Brasil (solo como observador), Bulgaria, Cabo Verde, Canadá, Chile, Chipre, Comoras, Costa Rica, Costa de Marfil, Corea del Sur, Croacia, Dinamarca, Ecuador, Emiratos Árabes Unidos, Eslovaquia, Eslovenia, España, Estados Unidos, Estonia, Fiyi, Filipinas, Finlandia, Francia, Gambia, Georgia, Ghana, Grecia, Guatemala, Hungría, India, Indonesia, Irlanda, Islandia, Israel, Italia, Japón, Kenia, Kosovo, Letonia, Liberia, Libia, Liechtenstein, Lituania, Luxemburgo, Macedonia del Norte, Malta, México, Moldavia, Mónaco, Montenegro, Noruega, Nueva Zelanda, Países Bajos, Palaos, Perú, Polonia, Portugal, Catar, Reino Unido, República Checa, República Dominicana, Rumania, San Marino, Santo Tomé y Príncipe, Serbia, Singapur, Somalia, Sudáfrica, Surinam, Suecia, Suiza, Tailandia, Timor Oriental, Turquía, Ucrania y Uruguay.

### Rusia
El Departamento Federal de Asuntos Exteriores declaró que Rusia no fue invitada a la etapa de discusiones de junio de 2024, que Suiza "siempre se mostró abierta" a invitar a Rusia a la primera cumbre y que Rusia había declarado "repetida y también públicamente" que no participaría en la primera cumbre. El Departamento Federal de Asuntos Exteriores expresó el punto de vista suizo de que Rusia necesariamente debería participar en el proceso de paz general: "Un proceso de paz sin Rusia es impensable".
Según el presidente de Ucrania, Volodímir Zelenski, no se involucró a Rusia en la cumbre porque dicho país lo bloquea todo, lo sabotearía todo; la invitación a los demás países es para ganar influencia política y presión sobre Rusia, no para dar voz al planteamiento ruso de como terminar con la guerra. 

## Temas y comunicado conjunto

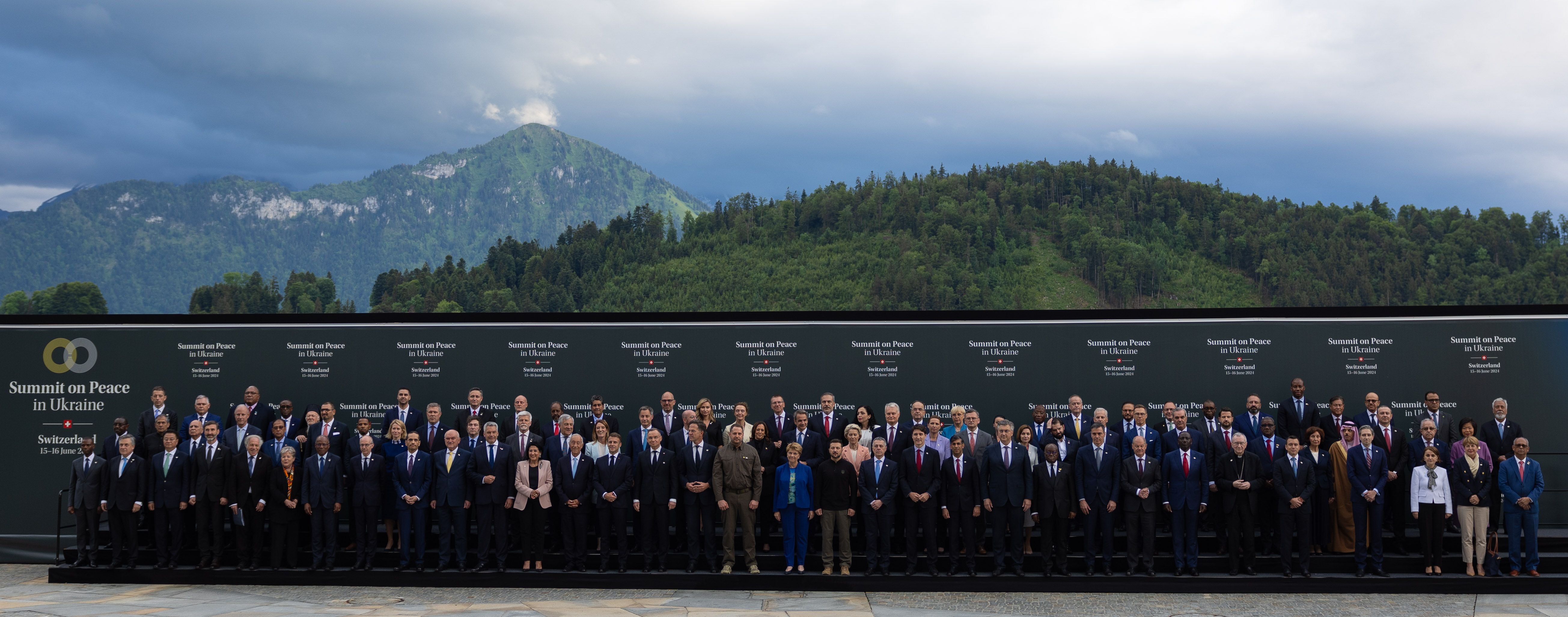
Foto de grupo de los asistentes a la cumbre

La cumbre tuvo lugar los días 15 y 16 de junio de 2024, según lo previsto. Los tres temas principales de la cumbre fueron la seguridad nuclear, la libertad de navegación y la seguridad alimentaria, y los aspectos humanitarios. La declaración final de la cumbre, titulada "Comunicado conjunto sobre un marco de paz" y que hace referencia a la "guerra en curso de la Federación de Rusia contra Ucrania", fue respaldada por 80 países y 4 organizaciones:
Albania, Alemania, Andorra, Argentina, Australia, Austria, Bélgica, Benín, Bosnia y Herzegovina, Bulgaria, Cabo Verde, Canadá, Chile, Chipre, Comisión Europea, Comoras, Consejo de Europa, Consejo Europeo, Costa Rica, Costa de Marfil, Corea del Sur, Croacia, Dinamarca, Ecuador, Eslovaquia, Eslovenia, España, Estados Unidos, Estonia, Fiji, Filipinas, Finlandia, Francia, Gambia, Georgia, Ghana, Grecia, Guatemala, Hungría, Irlanda, Islandia, Israel, Italia, Japón, Kenia, Kosovo, Letonia, Liberia, Liechtenstein, Lituania, Luxemburgo, Macedonia del Norte, Malta, Moldavia, Mónaco, Montenegro, Noruega, Nueva Zelanda, Países Bajos, Parlamento Europeo, Patriarcado Ecuménico, Palaos, Perú, Polonia, Portugal, Catar, Reino Unido, República Checa, República Dominicana, Rumania, San Marino, Santo Tomé y Príncipe, Serbia, Singapur, Somalia, Surinam, Suecia, Suiza, Timor Oriental, Turquía, Ucrania, Uruguay.
16 países y organizaciones se abstuvieron, entre ellos Arabia Saudita, Armenia, Bahrein, Brasil, Emiratos Árabes Unidos, India, Indonesia, Libia, México, Sudáfrica, Surinam y Tailandia. 
El Comunicado Conjunto declaró su apoyo a las resoluciones de la Asamblea General de las Naciones Unidas A/RES/ES-11/1 y A/RES/ES-11/6 y a la Carta de las Naciones Unidas. El Comunicado "reafirmó el compromiso [de los firmantes] de abstenerse de la amenaza o el uso de la fuerza contra la integridad territorial o la independencia política de cualquier estado, los principios de soberanía, independencia e integridad territorial de todos los estados, incluida Ucrania, dentro de sus fronteras internacionalmente reconocidas, incluidas las aguas territoriales, y la resolución de disputas por medios pacíficos como principios del derecho internacional".
El comunicado declaraba que los firmantes "tomarían medidas concretas en el futuro en los [tres temas de la cumbre] con una mayor participación de los representantes de todas las partes".
En su discurso de clausura de la cumbre, el presidente de Ghana Nana Akufo-Addo afirmó que "en muchos sentidos, África [fue] la mayor víctima" de la invasión rusa de Ucrania. Pidió la participación de Rusia y China en el proceso de paz. Akufo-Addo afirmó que Ghana veía la invasión rusa como "la hegemonía de una gran potencia y la intimidación de los estados pequeños por parte de las grandes potencias", a lo que Ghana se opone. El presidente chileno Gabriel Boric dijo en su discurso de clausura de la cumbre que Chile quería que "Rusia y Ucrania entablen pronto un diálogo con respecto a la integridad territorial de Ucrania, el derecho internacional y un firme compromiso con los derechos humanos como norma fundamental." Afirmó que la cumbre "no se trataba de la OTAN, ni de ideas políticas de derecha o de izquierda, ni de los países del norte o del sur, sino sobre el respeto del derecho internacional y los derechos humanos, principios fundamentales de la convivencia. Esto es aplicable en Ucrania, en Gaza y en cualquier otro conflicto del mundo".

### Seguridad y protección nucleares
Las cuestiones de seguridad nuclear que se debatieron en la cumbre incluyeron la crisis de la central nuclear de Zaporizhzhia y el riesgo para otras centrales nucleares . Parte de este tema fue la mejora de la cooperación rusa con el Organismo Internacional de Energía Atómica (OIEA).
El Comunicado Conjunto declaró que "las centrales e instalaciones de energía nuclear de Ucrania, incluida la central nuclear de Zaporizhzhia, deben funcionar de manera segura bajo el pleno control soberano de Ucrania y de conformidad con los principios de la OIEA y bajo su supervisión" y que «cualquier amenaza o uso de armas nucleares en el contexto de la guerra en curso contra Ucrania son inadmisibles».

### Libertad de navegación y seguridad alimentaria
En el contexto del impacto de la invasión rusa de Ucrania en las crisis alimentarias mundiales en términos de producción y transporte de alimentos y el impacto de la invasión en los costos, se proponen para discusión acciones como la Iniciativa de cereales del Mar Negro.
El comunicado conjunto declaró que "los ataques a buques mercantes en los puertos y a lo largo de toda la ruta, así como contra puertos civiles e infraestructura portuaria civil, son inaceptables" y que "los productos agrícolas ucranianos deben entregarse de forma segura y gratuita a terceros países interesados".

### Aspectos humanitarios
Se discutió la protección de los civiles detenidos por las autoridades rusas y ucranianas y el tratamiento de los prisioneros de guerra según el derecho internacional humanitario. «Aclarar la suerte de las personas detenidas y desaparecidas» se presentó como un requisito previo para un proceso de paz a largo plazo.
El comunicado conjunto afirmaba que "todos los prisioneros de guerra deben ser liberados" y que todos los niños y "otros civiles ucranianos detenidos ilegalmente deben ser devueltos a Ucrania".

## Reacciones
Antes de la cumbre de junio, Zelenskyy declaró a finales de abril de 2024 que las autoridades rusas tenían "un plan específico" para perturbar la cumbre, incluidos planes para disuadir a los estados de participar.

### Propuesta rusa
El 14 de junio, un día antes del inicio de la cumbre, el presidente ruso Vladímir Putin presentó una propuesta en la que Ucrania tenía que "comenzar la retirada real de tropas de los territorios de las provincias de Donetsk, Luhansk, Jersón y Zaporizhzhia dentro de las fronteras administrativas". Además, Ucrania tenía que "anunciar oficialmente el abandono de los planes para unirse a la OTAN". Una vez cumplidas estas condiciones, "por nuestra parte, inmediatamente, literalmente en el mismo momento, se dará la orden de cesar el fuego y comenzar las negociaciones. Repito, lo haremos inmediatamente". Putin afirmó que la esencia de la propuesta "no se trata de una tregua temporal. No se trata de congelar el conflicto sino de su resolución final". Putin mencionó el estatus neutral y no nuclear de Ucrania y el levantamiento de las sanciones contra Rusia como condiciones adicionales para una resolución pacífica. Putin afirmó que este plan era "otra propuesta de paz real y concreta", y si Ucrania y sus aliados lo rechazan, "entonces este es su problema, su responsabilidad política y moral de continuar el derramamiento de sangre".
Putin también mencionó que en futuras negociaciones de paz Rusia insistiría en la "desmilitarización y desnazificación" de Ucrania, cuyos "parámetros fueron generalmente acordados por todos durante las conversaciones de Estambul en 2022". "Por supuesto, los derechos y libertades de los ciudadanos de habla rusa en Ucrania deben garantizarse plenamente".
Zelenski respondió el mismo día, afirmando: "Estos mensajes son mensajes de ultimátum. Es lo mismo que hizo Hitler cuando dijo: 'Denme una parte de Checoslovaquia y todo terminará aquí'". El primer ministro holandés Mark Rutte interpretó la propuesta de Putin como una señal de pánico.